# Grand Theft Auto: London 1969
Grand Theft Auto: London 1969 es una expansión para Grand Theft Auto. GTA: London 1969 fue lanzado en 1999 para PC y PlayStation. Usa el mismo motor que Grand Theft Auto, por lo que los gráficos son muy similares, así como también el sistema de juego y la jugabilidad. Tal como GTA, esta expansión está dividida en subsecciones con secuencias cinematográficas entre ellas.

## Temática
Como su nombre lo indica, el juego toma lugar en Londres en el año 1969. El jugador, una vez más, toma el papel de un criminal buscando la forma de llegar a ser el líder del crimen organizado. El aspecto de tiempo ha sido explotado mediante numerosas referencias de tipo cultural e histórico, incluyendo la aparición de un personaje tipo James Bond y el uso de jerga de la época. Los diálogos del juego incluyen líneas memorables como "Oi, stop right there!", "You're nicked!" y "You're brown bread!". Como en el Londres real, los vehículos se conducen por la izquierda.

## Juegos relacionados
Además de esta expansión, existe otra que se relaciona con esta de London 1969, y lleva por nombre Grand Theft Auto London 1961. Puede descargarse gratuitamente de la página oficial de GTA: London 1969.
- Grand Theft Auto
- Grand Theft Auto: London 1961